# Дворец на културата и спорта „Васил Левски“
Дворец на културата и спорта „Васил Левски“ е спортен и конферентен комплекс във Велико Търново. Основите на строежа са положени през 1984 – та година. Главен проектант на съоръжението е арх. Таня Даскалова, а ръководител на строежа е инж. Иван Петров. Общата площ на комплекса е 20 027 кв. м.
Тържествено откриване на 16 ноември 1985 г. със спектакъл режисиран от Пламен Карталов. Откриването е свързано с 800-годишнината от въстанието на Асен и Петър.

## Характеристика
- Главна зала 1595 стационарни, амфитеатрално разположени места
- Игрално поле с 1200 кв. м.